# راجیاواردان سینگ راتوره
راجیاواردان سینگ راتوره (انگلیسی: Rajyavardhan Singh Rathore؛ زادهٔ ۲۹ ژانویهٔ ۱۹۷۰) سیاستمدار و تیرانداز سابق برنده مدال المپیک اهل هند است.
وی در مسابقات کشوری و بین‌المللی در مجموع برندهٔ ۹ مدال طلا، ۴ مدال نقره، ۴ مدال برنز شده‌است.